# Milko Salgado
Milko Paolo Salgado Casiano (Lima, Lima, Perú, 5 de noviembre de 1998) es un futbolista peruano. Juega como mediocentro defensivo y su equipo actual es Pirata de la Liga 2 de Perú. Tiene 26 años.

## Trayectoria

### Divisiones menores
Se formó como jugador de fútbol en el AFE Cosmos desde los 13 años de edad, club en el que estuvo hasta el 2015 para posteriormente pasar a las divisiones menores del club Club Centro Deportivo Municipal.

### Zarumilla FC y Universidad de Lima
En el año 2018 llega al Club Social Deportivo Defensor Zarumilla donde jugó la liga de Nazca por la Copa Perú 2018. Ese mismo año jugó para la Universidad de Lima en la Liga Universitaria de Fútbol (Perú) donde obtuvo el segundo lugar en la final en Tacna contra la UPC.

### Sport Victoria
Para el año 2019 firma su primer contrato como futbolista profesional con el Sport Victoria de la Liga 2. El 25 de Mayo hace su debut en el primer partido de la temporada como titular contra el Club Juan Aurich.

## Selección Peruana

### Selección Peruana sub-17
En el año 2014 fue convocado para un microciclo con miras al Sudamericano Sub-17 del 2015 de Paraguay finalmente no quedó en la lista final.

## Clubes y estadísticas
| Club                  | Temporada        | Liga | Liga | Liga | Copa Nacional | Copa Nacional | Copa Nacional | Copa Internacional | Copa Internacional | Copa Internacional | Total temporada | Total temporada | Total temporada |
| Club                  | Temporada        | PJ   | G    | A    | PJ            | G             | A             | PJ                 | G                  | A                  | PJ              | G               | A               |
| --------------------- | ---------------- | ---- | ---- | ---- | ------------- | ------------- | ------------- | ------------------ | ------------------ | ------------------ | --------------- | --------------- | --------------- |
| Sport Victoria · Perú | 2019             | 4    | 1    | 0    | 1             | 0             | 0             | -                  | -                  | -                  | 5               | 1               | 0               |
| Sport Victoria · Perú | Total club       | 4    | 1    | 0    | 1             | 0             | 0             | 0                  | 0                  | 0                  | 5               | 1               | 0               |
| Total en carrera      | Total en carrera | 4    | 1    | 0    | 1             | 0             | 0             | 0                  | 0                  | 0                  | 5               | 1               | 0               |